# Alessandro Oliva
Alessandro Oliva (Coboccolino, 1407 - Tivoli, 20 de agosto de 1463) foi um cardeal italiano do século XV.

## Biografia
Nasceu em Coboccolino, Sassoferrato, em uma família humilde e honesta. Filho de Alerenzio Oliva e Giovanna. Seu sobrenome também está listado como Oliva Sassoferrato. Ele caiu em um poço quando tinha três anos e foi sufocado pela água; depois de nove horas, ele se recuperou milagrosamente; sua mãe o ofereceu como oblato à Ordem dos Eremitas de Santo Agostinho.
Entrou na Ordem dos Eremitas de Santo Agostinho em 1413; foi enviado para Matelica e completou posteriormente a formação em Perugia, onde aos doze anos iniciou o noviciado; ele era um dos melhores novatos; enviado para aperfeiçoar seus estudos no Studio generale de Rimini, onde ingressou aos dezesseis anos em 1423; sucessivamente, foi para Bolonha, Perugia, Roma (durante oito anos) e finalmente para Rimini por disposição do prior geral da ordem, Gregorio da Rimini; em 1431 foi feito cursor; depois, passou dois anos em Perugia e obteve o título de leitor em 1433; baccalaureatus e regentis em 1436; e magistralem lauream em 1438.
Ordenado (nenhuma informação adicional encontrada). Professor de filosofia no convento agostiniano de Perugia durante vinte anos. Eleito provincial de sua ordem em Marche Anconitanae em 1439 por um triênio. Prior do convento de Perugia em 1449. Eleito vigário geral da Congregação de Perugia em 1452, 1456 e 1458. O Papa Eugênio IV nomeou-o procurador-geral da ordem. Foi um pregador renomado em toda a Itália, especialmente em Nápoles, Siena, Florença, Bolonha, Mântua, Ferrara e Veneza. Ele participou do Concílio de Basileia. Nomeado vigário geral de sua ordem pelo Papa Pio II com a morte do prior geral Giuliano Falciglia em 1458. Eleito o 28º prior geral da ordem em 13 de maio de 1459 no capítulo geral celebrado em Tolentino.
Criado cardeal-presbítero no consistório de 5 de março de 1460, celebrado em Siena, sem o seu prévio conhecimento; recebeu o chapéu vermelho em 8 de março de 1460; e o título de Santa Susana em 19 de março de 1460. Em novembro de 1460, recebeu em Ancona do imperador bizantino Tomás Paleólogo, refugiado da queda de Constantinopla, o crânio de Santo André e depositou-o, provisoriamente, na cidadela de Narni; em abril de 1462, com os cardeais Johannes Bessarion e Francesco Todeschini-Piccolomini, levou-o para Roma. Camerlengo do Sagrado Colégio dos Cardeais para o ano de 1461.
Nomeado administrador da Sé de Camerino em 16 de novembro de 1461; ocupou o cargo até sua morte. Ele era pobre, austero e mortificado; caridoso e amigo dos sábios. Autor de numerosos tratados e sermões, especialmente sobre a Natividade de Cristo. O Papa Pio II chamou-o de “o mais belo ornamento do Sagrado Colégio”.
Morreu em Tivoli em 20 de agosto de 1463, para onde se deslocara tentando recuperar a saúde. As exéquias foram celebradas pelo Papa Pio II; a oração fúnebre foi proferida por Giovan Antonio Campano. Sepultado na igreja de S. Agostino, Roma. Vários autores atribuem-lhe o título de Beato.